# Petre Poalelungi
Petre Poalelungi (ur. 23 sierpnia 1941 w Slivnie) – rumuński zapaśnik walczący w stylu wolnym. Olimpijczyk z Monachium 1972, gdzie odpadł w eliminacjach w kategorii do 68 kg.
Wicemistrz Europy w 1972; piąty w 1966 roku.